# Thomas Ier Comnène Doukas
Thomas Ier Comnène Doukas (grec moderne : Θωμάς Α΄ Κομνηνός Δούκας, Thōmas I Komnēnos Doukas) (v. 1285 - 1318) est despote d'Épire de 1297 jusqu'à sa mort en 1318. Thomas est le fils de Nicéphore Ier Doukas et d’Anne Paléologue Cantacuzène, une fille de Jean Cantacuzène et nièce de l'empereur Michel VIII Paléologue.

## Biographie
En 1290, il reçoit la dignité de despote. La succession de Thomas à la tête du despotat est un temps mise en danger par le mariage de sa sœur Thamar à Philippe Ier de Tarente, fils du roi Charles II de Naples et de Marie de Hongrie en 1294. Lorsque Nicéphore meurt entre septembre 1296 et juillet 1298, Philippe aurait dû lui succéder mais Anne Cantacuzène choisit de mettre Thomas Doukas à la tête du pays.
Cet état de fait prive l'Épire de son principal allié et le despotat se trouve soudain particulièrement isolé. Charles II de Naples exige que l'Épire soit rendu à son fils, mais Anne refuse, prétextant que le traité avait été cassé lorsque Thamar avait dû abandonner la foi orthodoxe. Pour parer une attaque italienne, Anne marie Thomas à la jeune Anne Paléologue, fille du coempereur Michel IX Paléologue. Le mariage réel a lieu en 1307 ou 1313. Durant ce temps, Charles envoie des troupes en Épire mais elles sont repoussées par les Épirotes qui avancent dans les terres angevines des Balkans, récupérant Butrinto et Naupacte en 1304 et 1305. Une nouvelle invasion angevine a lieu en 1307 et finit avec un compromis par lequel Philippe de Tarente doit céder plusieurs de ses forteresses des Balkans qui avaient été reprises par les Épirotes lors de la guerre précédente. 
Mais l'Épire dépend de plus en plus de l'Empire byzantin jusqu'à ce qu'un conflit entre les Épirotes et des commandants byzantins provoque une guerre en 1315. Les Byzantins envahissent alors l'Épire qu'ils pillent jusqu'à Arta, tandis que Thomas emprisonne son épouse. Le despote décide alors d'entamer des négociations avec Philippe de Tarente devant aboutir à une alliance anti-byzantine. Mais Thomas Doukas est assassiné par son neveu, le comte Nicolas Orsini, de Céphalonie.

## Source
- John V.A. Fine Jr., The Late Medieval Balkans, Ann Arbor, 1987.